# Provincia di Ha Tinh
 Ha Tinh (vietnamita: Hà Tĩnh) è una provincia del Vietnam, della regione di Bắc Trung Bộ. Occupa una superficie di 6025,6 km² e ha una popolazione di 1.288.866 abitanti. 
La capitale provinciale è Hà Tĩnh.

## Distretti
Di questa provincia fanno parte il capoluogo di provincia, due città minori (Hồng Lĩnh e Kỳ Anh) e 10 distretti:
- Cẩm Xuyên
- Can Lộc
- Đức Thọ
- Hương Khê
- Hương Sơn
- Kỳ Anh
- Lộc Hà
- Nghi Xuân
- Thạch Hà
- Vũ Quang